# Lymantria conspersa
Lymantria conspersa este o specie de molii din genul Lymantria, familia Lymantriidae, descrisă de Erich Martin Hering 1927 Conform Catalogue of Life specia Lymantria conspersa nu are subspecii cunoscute.